# Барбье, Антуан Александр
Антуан Александр Барбье (фр. Antoine-Alexandre Barbier; 11 января 1765, Куломье Сена и Марна — 12 мая 1825, Париж) — французский библиограф
, библиотекарь
, католический священник.

## Биография
Окончил Высшую нормальную школу в Париже.
Французская революция застала А. Барбье в звании католического священника, от которого он вскоре отказался и отправился в 1794 году в Париж, где стал по решению Национального конвента членом комиссии, занятой собиранием памятников литературы и искусства в монастырях, секуляризованных республикою. Организовал для директории библиотеку, которою и заведовал с 1798 года.
В 1807 году эта библиотека была переведена в замок Фонтенбло, и Наполеон Бонапарт назначил А. Барбье своим библиотекарем. В этом качестве он отвечал за создание нескольких новых библиотек.
После реставрации Бурбонов заведовал личною библиотекою короля. В возрасте 57 лет Барбье был отстранён от должности и ушёл на пенсию.

## Избранные труды
- «Dictionnaire des ouvrages anonymes et pseudonymes» (4 тома, Париж, 1806—1808; 3 изд., 1872 и сл.), дополнением которого служит издание Деманна «Nouveau recueil» (Пар., 1834).
- «Nouvelle bibliothèque d’un homme de goût» (5 томов, Париж, 1808—10)
- «Examen critique et complément des dictionnaires historiques» (Париж, 1820).